# Kazuemba
Kazuemba is een geslacht van rechtvleugeligen uit de familie krekels (Gryllidae). De wetenschappelijke naam van dit geslacht is voor het eerst geldig gepubliceerd in 1990 door de Mello.

## Soorten
Het geslacht Kazuemba  is monotypisch en omvat slechts de volgende soort:
- Kazuemba walderi (de Mello, 1990)